# Arthon
Arthon – miejscowość i gmina we Francji, w Regionie Centralnym, w departamencie Indre.
Według danych na rok 1990 gminę zamieszkiwały 902 osoby, a gęstość zaludnienia wynosiła 19 osób/km² (wśród 1842 gmin Regionu Centralnego Arthon plasuje się na 441. miejscu pod względem liczby ludności, natomiast pod względem powierzchni na miejscu 108.).